# Edizione
Una edizione, in filologia,  è il principale obiettivo della critica testuale di una opera testuale. Si intende con questo termine la sua pubblicazione al fine di renderlo fruibile a un pubblico vasto e disponibile a ulteriori approfondimenti letterari o linguistici.
Esistono diversi tipi di edizione: in particolare, il filologo può voler pubblicare un unico manoscritto di particolare interesse o attendere invece alla definizione dell'opera originale, ricostruendo quindi, mediante l'edizione critica, il testo com'era originariamente secondo la volontà del suo autore.

## Edizione del codice
Volendo rendere disponibile al pubblico il testo di un manoscritto o di una stampa antica, i metodi possibili sono fondamentalmente tre: l'edizione meccanica, diplomatica o interpretativa.

### Edizione meccanica
L'edizione meccanica o facsimile di un testo (o codice) consiste nella sua riproduzione con un mezzo meccanico: fotografia, microfilm, microfiche, ristampa e via di seguito. Un'edizione meccanica può essere a sé stante - e replicare l'intero codice - o riprodurre poche pagine che arricchiscano un'edizione critica o altre opere relative. Oggetto dell'edizione meccanica è un codice estremamente ricco, bello o prezioso sotto altri punti di vista, per esempio perché di eccezionale importanza per la storia della cultura letteraria.

### Edizione diplomatica
L'edizione diplomatica di un testo è la sua riproduzione fedele in caratteri a stampa (compresi eventuali errori, abbreviazioni, lettere diverse o usi non corrispondenti a quello moderno ecc.). Il nome deriva dalla disciplina della diplomatica, per la quale è fondamentale replicare con assoluta fedeltà diplomi e documenti giuridici.

### Edizione interpretativa
L'edizione interpretativa riproduce il testo in caratteri a stampa, ma, a differenza della precedente, lo adatta all'uso e quindi interpreta i segni grafici per dar loro coerenza linguistica: unisce o separa le parole, scioglie le abbreviazioni, aggiunge apostrofi e accenti, rivede la paragrafatura e segnala gli errori e le lezioni sospette.

## Edizione del testo
Volendo ricostruire un testo allo scopo di avvicinarsi all'originale, quindi non limitandosi ad esaminare un solo manoscritto ma analizzando tutti i testimoni che trasmettono quel dato testo, il filologo stabilirà un'edizione critica di quell'opera.

### Edizione critica
L'edizione critica ricostruisce il testo presumibilmente voluto dall'autore, confrontando tra loro tutti i codici che trasmettono quel testo e tentando di stabilire volta per volta la lezione autentica. Anche nel caso di una tradizione unitestimoniale (dove a tramandare il testo sia sopravvissuto un solo codice), l'edizione non si limita a essere puramente interpretativa ma tenta di correggere gli errori e di avvicinarsi all'originale. L'edizione critica in senso moderno si basa sul confronto dei testimoni mediante il metodo degli errori o metodo di Lachmann.

### Edizioni non critiche
Esistono altri modi per stabilire un testo letterario:

#### Iltextus receptus
Il textus receptus o vulgata (dal nome dato alla Bibbia nella versione di san Gerolamo) è il testo che nel tempo ha goduto della maggiore accettazione o della maggiore diffusione. In questo caso l'editore si limita a pubblicare il testo ereditato dalla tradizione senza consultare gli altri testimoni. Metodo erroneo perché si basa su aspetti storico-culturali.

#### Icodices plurimi
Il metodo dei codices plurimi stabilisce il testo secondo una rigorosa statistica delle varianti dei testimoni, accettando nel testo di volta in volta quella che è attestata dal maggior numero dei codici, senza studiare le relazioni tra di essi e senza tracciare uno stemma. Questa incontra dei limiti poiché nel caso in cui la tradizione è caratterizzata da tanti testimoni, di cui uno è una copia del testo originale e gli altri sono copie di testi non originali, il filologo in questo caso scarterebbe il testo vicino all'originale.

#### Ilcodex optimus
Il metodo del codex optimus stabilisce a priori quale testo sia il migliore, il più affidabile e vicino all'originale, e pubblica quello correggendolo unicamente dove sia palesemente erroneo. Questo metodo è stato rimesso in voga da Joseph Bédier, che propugnò l'uso del bon manuscrit in opposizione al metodo del Lachmann. Metodo esasperatamente soggettivo e dunque necessariamente erroneo, la riflessione bederiana si configurava comunque come meno fuorviante sul piano ecdotico rispetto a un'applicazione meccanica del metodo di Lachmann.

#### Iltextus vetustissimus
Nel metodo del "textus vetustissimus" il filologo si basa sul manoscritto più antico. Metodo erroneo perché quello più antico non necessariamente si basa sul testo originale e, inoltre, può avvenire la scoperta del testo originale successivamente.